# 侯馬盟書

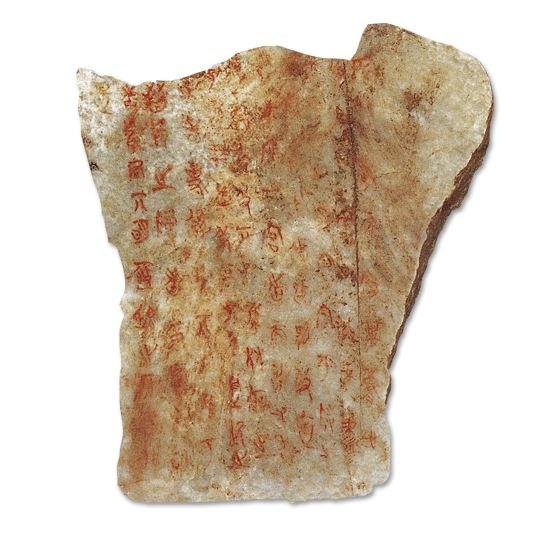
山西博物院收藏的侯馬盟書之一

侯馬盟書，中國春秋時代晚期晉國的盟誓誓詞，1965—1966年在山西省侯馬市東南郊發現，因而得名。侯馬盟書朱文書寫於石片或玉片上，與羊、牛等犧牲一同埋於坑內，迄今共出土656枚，盟誓年代與其歷史背景眾說紛紜，主盟人有晉定公、趙簡子、趙桓子等說，文書按內容可分為宗盟類、委質類、納室類、詛呪類和卜筮類五類，誓詞發誓忠心於主盟人，並祈求神靈，如果有人違約，就懲罰他的氏族。立盟目的在於證實侍臣向主人忠心，以及鞏固貴族宗族內部或宗族之間的關係。侯馬盟書以篆書書寫，其發現使人們對春秋時代的盟誓方法有較為全面和正確的了解:399。

## 出土
1965年冬至1966年，考古學家在山西省侯馬市東南郊約400個祭祀坑內，發掘出土5000餘枚玉片石片，當中有文字的玉片石片共656枚，屬春秋時代晚期晉國的盟誓誓詞，學者稱之為「侯馬盟書」。盟書出土於侯馬市附近牛村東面一處祭祀遺跡的南部，而牛村就是昔日晉國都城新田的所在地:124、127。盟誓遺址共發現豎坑400多個，已發掘326個:33，只有43個出土了盟書。每個盟誓坑都放置一次盟會的誓詞，從1篇至105篇不等。沒有盟書的坑是祭祀坑，只埋葬羊、牛或馬的動物犧牲:127、129。

## 年代與背景
侯馬盟書的形成年代，學術界未有定論，張頷認為在前496—前486年之間:124，江村治樹也認為在公元前497年後:431；魏克彬（Crispin Williams）則認為是前441至前424年之間:217。其中一篇誓辭載有日期，羅鳳鳴指出當天即前490年2月11日:126，而李學勤和江村治樹則認為應繫於前495年:316:405。
前497年，晉卿趙氏家族分裂，趙簡子趙鞅殺了封在邯鄲的同族趙午，趙午之子趙稷據邯鄲叛亂，與趙午有姻親關係的中行寅、范吉射兩家進攻趙簡子，趙簡子從晉都逃奔自己的采邑晉陽。反對中行寅和范吉射的另一些晉國公卿奉晉定公之命，討伐中行與范二氏，二氏反攻晉定公，結果失敗逃走。趙簡子回到新田，「盟於公宮」，以後連續追擊中行與范二氏，迫使他們出奔齊國（史稱“范氏中行氏之亂”）。侯馬盟書中禁止與中行寅及「先某」來往，「先某」就是指范氏，因范氏的祖輩曾封於先地:35。盟誓主盟人可能是晉國趙氏宗族首領趙簡子趙鞅:124；江村治樹則認為主盟者是晉定公，盟書是晉定公與趙鞅一族及其同伴盟誓的誓詞:431；李峰則應為主盟者是趙桓子趙嘉:217。參盟人可能是「國人」，即城市居民中的低級貴族:464，江村治樹就認為參盟人就是晉定公被范氏、中行氏圍攻時，解救了定公的國人；平勢隆郎則指出參盟者有的是大夫以下的「士」階層:294-295。侯馬盟書反映晉國統治階層內部敵對雙方鬥爭，立盟目的在於證實侍臣向主人忠心，以及鞏固貴族宗族內部或宗族之間的關係:138、157。參盟人身份之低，反映了社會下層人物地位和作用的提升:297。

## 內容
侯馬盟書中，參盟人發誓奉事於盟主，名字寫在石片的頂端，人數或多或少。大部份盟書的內容，是參盟人祈求晉國先公的靈魂，監察他履行盟約，奉事於主，並使敵人遠離晉國。盟書末尾是詛呪：參盟人懇請神靈，假如他違背誓約，就剿滅其人及其氏族。文書可分為五類：事主類（又稱宗盟類）、委質類、歸還類（又稱納室類）、詛呪類、卜筮類:125、139。宗盟類、委質類、納室類盟書文例由四部份組成：一．參盟者的名字；二．盟約條款，每項都以「敢」字開頭，如「敢不半其腹心以事其主」；三．恭請神靈監察盟約的實施；四．對違約行為作詛呪。委質類文書共75篇，「質」是「盟」的意思:141、143-144；和宗盟類文書的分別是，宗盟類文書中的參盟人全是趙氏宗族，而委質類文書的參盟人屬於其他宗族，特別是原來支持敵人趙尼的氏族。委質類文書內容比較複雜，包含三份誓約：一．重申參盟人對主盟人和晉國宗廟所承擔的職責，禁止與敵人交往或禁止敵人返回晉國；二．要求參盟人向晉國先君的宗廟貢奉祭品；三．規定一旦發現敵對家族，格殺勿論:146。
納室類盟書中，參盟人自誓不得「納室」，即不得奪取他人家屬財產:35，其目的是阻止小宗族利用被驅散的敵方人口來擴充自己的土地和財產:218。至於詛呪類盟書，張頷認為這類文書沒有規定必須遵守的誓約，只是對敵人韓氏宗主加以讉責； 羅鳳鳴則認為這些所謂「詛呪類」文書與其他盟書並無區別:148-149。卜筮類文書僅有三篇，貞卜是用來決定被選為誓盟日的那天是否吉利，盟誓活動是否能給敵人帶來不利:150。

## 儀式
盟誓時要在地面掘坎，殺死羊、牛或馬的犧牲取血後埋入坎內，並把盟書放在牲畜之上:34。將祈求先君監察的盟書埋在地下，是因為當時人認為先君的靈魂居住在地下。盟誓儀式是一種溝通人神世界的方式，將犧牲與盟書埋在一起，暗示了一種跨越人與神靈界限的交流方式:127、154-155。每個盟誓坑在其北壁，都有朝南的壁龕，神明在壁龕接收由犧牲轉達的祈祝:465，壁龕中各放置了三至五件璧、環、瑗、玦等玉器:400。侯馬盟書都是朱書，模倣用血書寫盟約這一古老盟誓儀式:155。李學勤估計盟誓遺址當地有過宗廟之類的建築:33；江村治樹則反對當地有宗廟之說:434，指出盟誓遺址距國都新田東郊約2公里，盟誓是借晉國郊祭祭天的地方西北的一部份進行的:414、410、416。

## 質材與書體
侯馬盟書質地可分為石質和玉質，石質為粘板岩，呈灰黑、黑綠、紅褐色，約佔全部盟書的三份二，主要以圭形為主，也有璋形和簡形。玉質盟書為透閃石岩、蛇紋岩，大部份為不規則形狀，當為廢物利用郊祭。侯馬盟書字體屬春秋末期字形:400、420，不同盟書字迹一般各不相同，有的是細密的小字，有的是行距較為紊亂、伸展寬松的字體，書寫風格變化多樣，同一漢字往往有諸多異體字共存:130-131。書寫的字體為當時通行的篆書，筆劃「重按快提、側鋒取勢、釘頭鼠尾」，有如蝌蚪，令人想起六國古文的蝌蚪文 。